# Tidjelabine
Tidjelabine è un comune dell'Algeria, situato nella provincia di Boumerdès.